# ATGCLVLSSCAP
ATGCLVLSSCAP è il decimo album in studio del gruppo musicale norvegese Ulver, pubblicato nel 2016.

## Il disco
Sorta di album sperimentale creato in base all'ispirazione data dal tour di dodici date del 2014, in cui son state riprese varie di quelle registrazioni e mescolate a brani del loro repertorio.

## Curiosità
Il titolo è un acronimo che riporta, in sequenza, la prima lettera di ognuno dei 12 segni zodiacali nell'ordine dall'Ariete ai Pesci.

## Tracce
1. England's Hidden – 7:43
2. Glammer Hammer – 4:49
3. Moody Stix – 6:42
4. Cromagnosis – 9:48
5. The Spirits That Lend Strength Are Invisible – 3:16
6. Om Hanumate Namah – 7:42
7. Desert/Dawn – 8:27
8. D-Day Drone – 9:22
9. Gold Beach – 4:58
10. Nowhere (Sweet Sixteen) – 5:57
11. Ecclesiastes (A Vernal Catnap) – 9:02
12. Solaris – 2:18

## Formazione

### Gruppo
- Kristoffer Rygg (Garm, Trickster G., G. Wolf, Fiery G. Maelstrom) – voce
- Tore Ylwizaker – tastiere, programmatore
- Jørn H. Sværen – suoni
- Daniel O'Sullivan – chitarra, basso, tastiere